# Supermarine S.5
Dimensions
Le Supermarine S.5 est un hydravion de course monomoteur et monoplace des années 1920 construit par Supermarine. Conçu spécifiquement pour le Trophée Schneider, le S.5 est l'ancêtre d'une lignée d'avions de course qui permirent l'aboutissement du Supermarine Spitfire.

## Conception et développement
Le Supermarine S.5 fut conçu par Reginald Mitchell pour le Trophée Schneider 1927. À la suite de la perte du S.4 juste avant l'édition 1925 du Trophée Schneider, Mitchell conçu un nouveau monoplan de course en métal. Contrairement au S.4 et sa structure entièrement bois, le S.5 fut construit principalement en duralumin. L'avion était équipé d'une aile basse haubanée avec des longerons et des nervures en épicéa recouvert d'un revêtement en contreplaqué. Trois avions furent construits, l'un (N219) avec un moteur à entraînement direct Napier Lion VIIA de 900 ch et les deux autres (N220 & N221) avec un moteur Napier Lion VIIB de 875 ch équipés de moto-réducteur.

## Historique opérationnel
Le premier avion vola pour la première fois le 7 juin 1927. Les S.5 finirent premier et deuxième de la Coupe Schneider 1927 qui se tenait à Venise. L'avion vainqueur à Venise (numéro de série N220), piloté par le Flight Lieutenant S.N. Webster, vola à une vitesse moyenne de 453,28 km/h. Le second (N219) était piloté par le Flight Lt. O.E Worsley.
Le N221 s'écrasa au cours d'une tentative de record de vitesse, le 12 mars 1928, tuant le Flight Lieutenant Samuel Kinkead qui le pilotait (il avait volé sur le Gloster IV au Trophée Schneider 1927).
- S.5 N219 N°6 (deuxième à Venise en 1927)
- S.5 N220 N°4 (vainqueur à Venise en 1927)
- S.5 N221 (crash fatal en mars 1928)

Le moteur Napier ayant atteint ses limites en matière de performances, Mitchell redessina l'avion pour le Trophée Schneider 1929 en l'équipant du nouveau moteur Rolls-Royce R du Supermarine S.6. Inquiet du manque de fiabilité du Gloster VI, le High Speed Flight décida d'engager un S.5 (N219) ainsi que deux S.6 pour la course. Le  S.5 piloté par le Flight Lieutenant D'Arcy Creig termina la course en troisième position en 46 minutes 15 secondes à une vitesse de 454,20 km/h, derrière le S.6 vainqueur piloté par le Flying Officer H.R. Waghorn et un Macchi M.52.

## Réplique
Ray Hilborne conçut et construisit une réplique de S.5 à l'échelle 1 qui vola pour la première fois le 28 août 1975 . Cette réplique, propulsée par un moteur Continental IO-360, était construite en bois et avait reçu certaines transformations : l'aile était modifiée pour abaisser la vitesse de décrochage, des gouvernails furent installés sur les flotteurs, le cockpit fut élargi et la masse réduite à 680 kg (soit moins de la moitié de celle du S.5 d'origine).

## Dans la culture populaire
Dans la chanson Bill Hosie de Archie Fisher, le protagoniste restaure un « Supermarine S.5 » qui a survécu au Trophée Schneider 1927. 

## Voir aussi

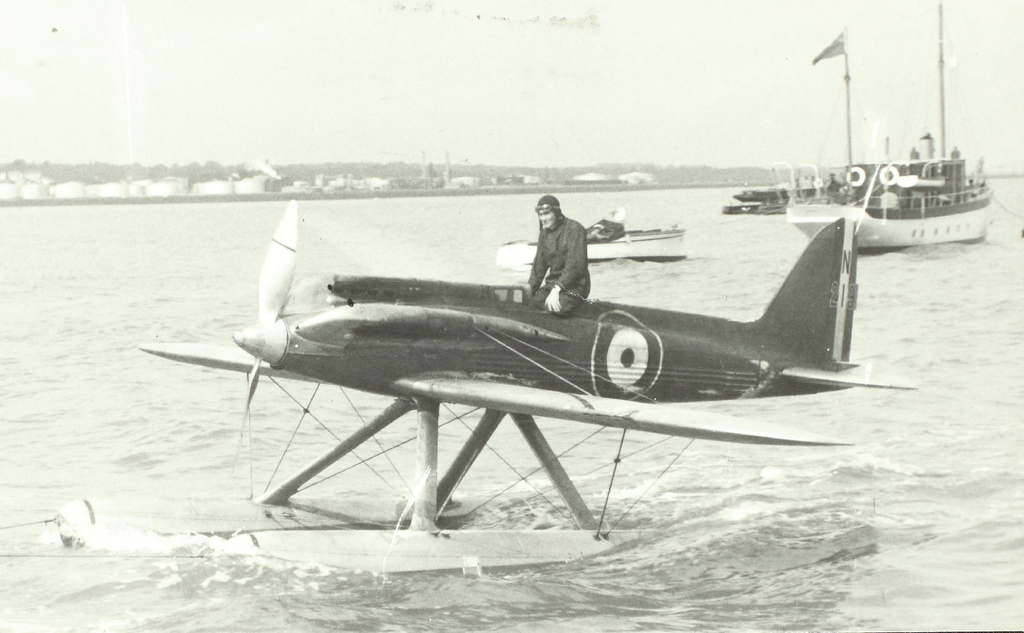
Supermarine S.5 N219
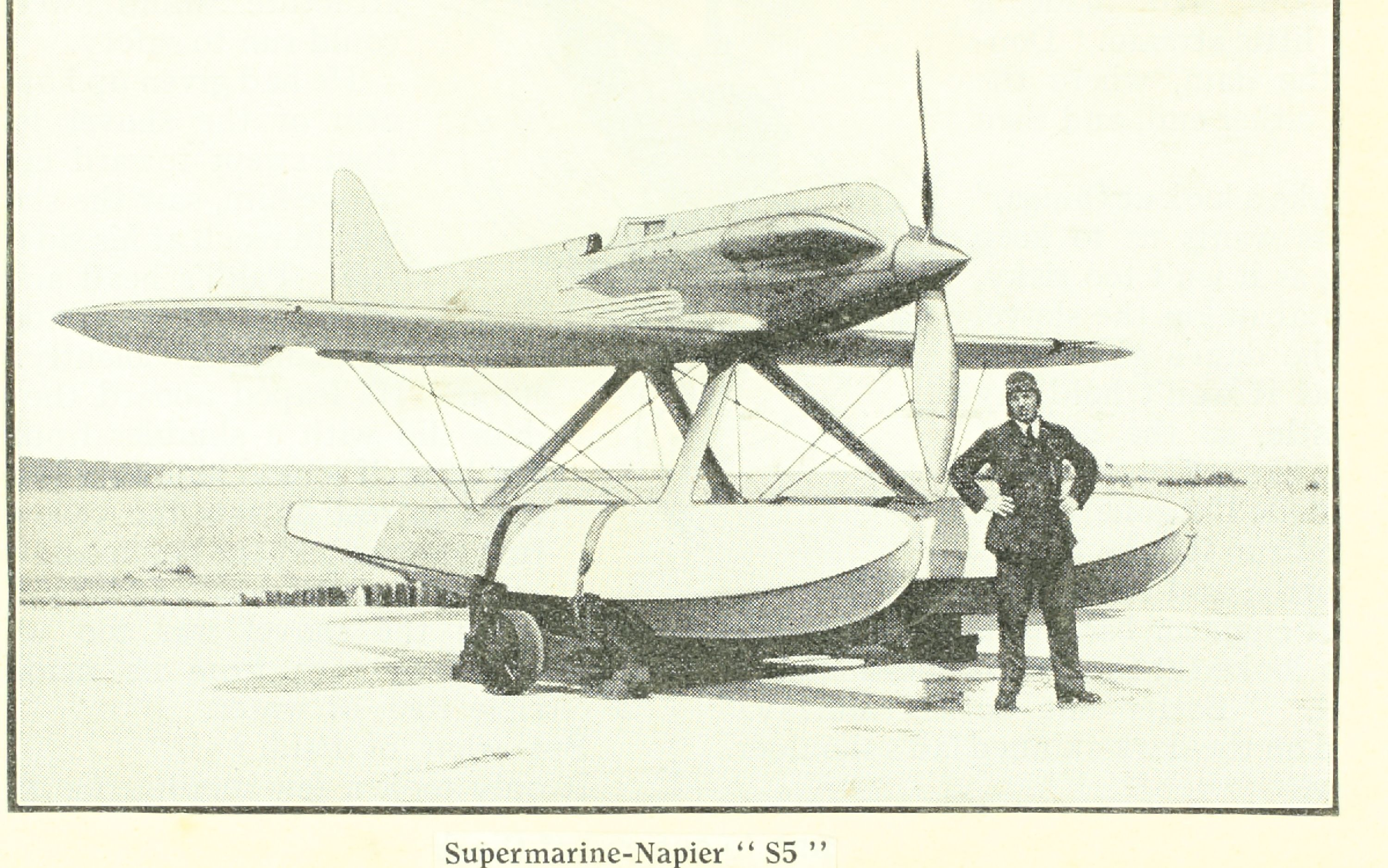
Supermarine S.5

## Opérateurs
Royaume-Uni
- Royal Air Force
  - High Speed Flight